# Ermanno Pignatti
Ermanno Pignatti, född 8 augusti 1921 i Modena, Italien, död 31 oktober 1995 i Rom, Italien, var en italiensk tyngdlyftare.
Pignatti blev olympisk bronsmedaljör i 75-kilosklassen i tyngdlyftning vid sommarspelen 1956 i Melbourne.